# Kloster Semei

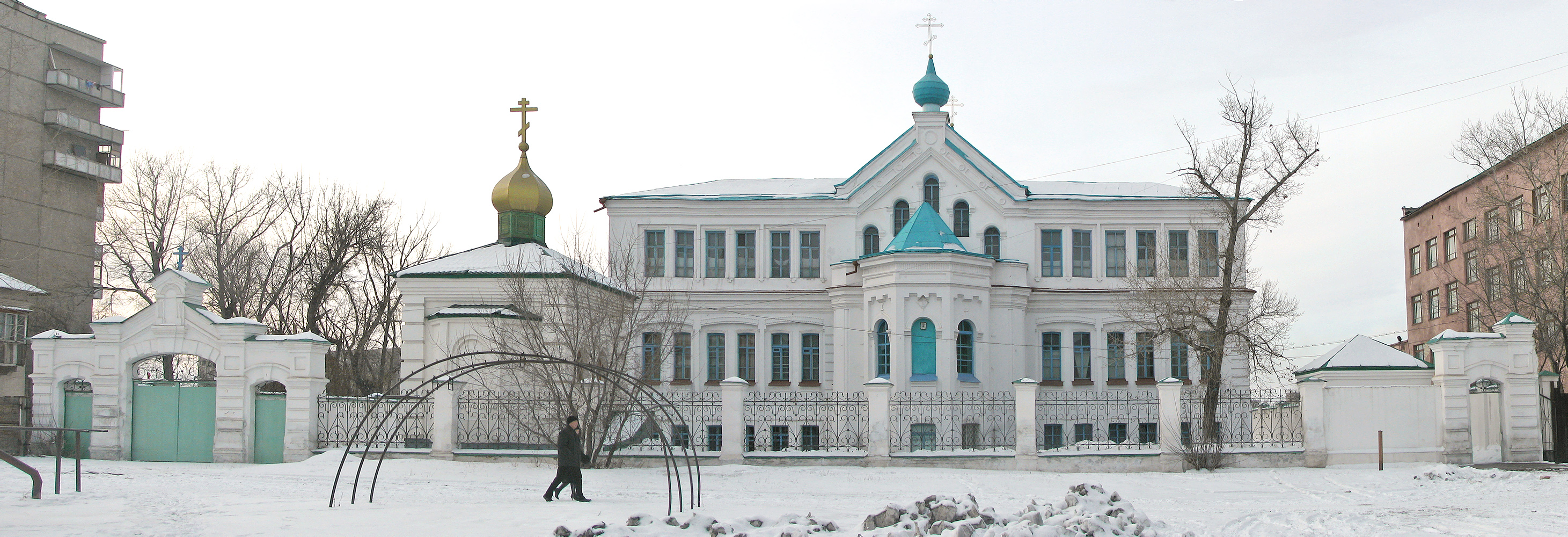
Das Kloster

Das Nonnenkloster von Semei (russisch Женский монастырь Семипалатинск) ist ein Kloster in der kasachischen Stadt Semei. Das Gebäude stammt aus der Zeit der bürgerlichen Architektur des 19. Jahrhunderts. Errichtet wurde das zweistöckige Gebäude im Jahr 1899. Zum Klosterkomplex gehört auch die Kirche Sankt Peter und Paul.
Bis zum Jahr 1917 gehörte das Kloster Kirgisen, die hier kasachische Waisenkinder tauften und nach orthodoxem Glauben aufzogen. Während sowjetischer Zeit war in dem Kloster eine Schule untergebracht. Erst 1988 wurde es der Kirche zurückgegeben.
Koordinaten: 50° 23′ 39,5″ N, 80° 13′ 33,6″ O